# Polígono construible

Construcción de un pentágono regular

En matemática, un polígono construible es un polígono regular que puede ser construido con regla y compás. Por ejemplo, un pentágono regular es construible con regla y compás mientras que un heptágono regular no lo es. 
El problema es equivalente a dividir un círculo en partes iguales, lo que se conoce como ciclotomía.

## Condiciones de constructibilidad
La construcción de los polígonos regulares de 3, 4, 5 y 15 lados así como la de los polígonos obtenidos de los anteriores multiplicando el número de lados por una potencia de dos era conocida ya desde Euclides. Sin embargo no se había encontrado aún un método para construir ningún otro polígono regular, como el heptágono, ni siquiera se sabía si tal método existía.
El primer avance significativo lo consiguió 2000 años después en 1796 Gauss quien demostró que el polígono regular de 17 lados o heptadecágono era construible con regla y compás. Cinco años más tarde desarrolló la teoría de los periodos gaussianos en su libro Disquisitiones arithmeticae. Esta teoría le permitió formular una condición suficiente para la constructibilidad de los polígonos regulares:

[...] a fin de poder dividir geométricamente el círculo en N partes, N debe ser 2 o una potencia más alta de 2, o un número primo de la forma 22m + 1, o el producto de varios números primos de esta forma, o el producto de uno o varios de tales números primos por 2 o por una potencia más
alta de 2. En resumen, se requiere que N no incluya factores primos impares que no sean de la forma 22m + 1 ni algún factor primo de la forma 22m + 1 más que una vez.
Gauss

Gauss conjeturó que esta condición era también necesaria, pero no dio ninguna prueba de esta afirmación. Una demostración completa fue dada por Wantzel (1837).
A los números primos de la forma 22m + 1 se les conoce como números primos de Fermat. Los únicos primos de Fermat conocidos son:
F0 = 3, F1 = 5, F2 = 17, F3 = 257, y F4 = 65537 (sucesión A019434 en OEIS)
Por lo tanto los polígonos regulares construibles con regla y compás son aquellos que tienen un número de lados igual a:
3, 4, 5, 6, 8, 10, 12, 15, 16, 17, 20, 24, … (sucesión A003401 en OEIS),
mientras que los polígonos regulares no construibles con regla y compás son aquellos que tienen un número de lados igual a:
7, 9, 11, 13, 14, 18, 19, 21, 22, 23, 25, … (sucesión A004169 en OEIS).

## Ejemplos
Las construcciones del triángulo equilátero, el cuadrado y el pentágono regular, el hexágono regular y el pentadecágono regular eran conocidas desde la antigüedad.
A partir de los polígonos anteriores es posible construir un polígono regular con el doble de lados biseccionando cada ángulo interior. Por ejemplo, puede construirse un octógono regular a partir del cuadrado.
El heptágono regular no puede ser construido con regla y compás pues 7 no es un número primo de Fermat. Tampoco puede ser construido un eneágono regular pues 9 tiene como divisores dos números primos de Fermat iguales.
El heptadecágono o polígono regular de 17 lados puede ser construido con regla y compás por ser 17 un número primo de Fermat. 
También pueden ser construidos los polígonos regulares de 257 (La primera construcción fue hecha por Richelot (1832)) y de 65537 lados (la primera construcción fue hecha por Johann Gustav Hermes siendo comunicada su existencia en 1894).

## Aclaraciones
Una cuestión usualmente pasada por alto sobre las construcciones con regla y compás es que para muchos polígonos, las construcciones son irrealizables usando reglas y compases "reales". Por ejemplo, se ha mostrado que es "posible" construir un polígono regular de 65537 lados usando sólo esas herramientas. Sin embargo, si fuéramos a hacerlo con lados de 1 cm de longitud, el polígono deberá ser de más de 200 m de diámetro, y los radios de la circunferencia inscrita en el polígono y de la circunferencia que lo inscribe diferirían en menos de 0,25 micrómetros -- aproximadamente la longitud de onda de la luz ultravioleta. Se precisaría una cámara ultravioleta para distinguir entre este polígono y un círculo, sin mencionar lo afilado del lápiz necesario para dibujarlo. La construcción en cualquier caso sería extremadamente compleja, y es sólo de interés teórico.
Otra cuestión habitualmente dejada de lado es que aun los polígonos "no construibles" pueden ser construidos, si basta con una aproximación al polígono deseado, más que con una representación exacta. En realidad, con reglas y compases reales sostenidos por manos reales y dibujados en papel real, lo mejor que se puede lograr son aproximaciones aún para los así llamados polígonos "construibles". Un ejemplo que ilustra esto claramente es la siguiente construcción simple de un heptágono regular:
- Use el compás para dibujar un círculo.
- Escoja un punto B en el círculo.
- Sin ajustar el compás, coloque el compás en el punto B, y marque dos puntos A y C en el círculo (en lados opuestos de B).
- Bisecte la cuerda AC, para encontrar el punto medio D.
- Ajuste el compás a la distancia AD.
- Use la distancia del compás para marcar 7 puntos alrededor del círculo original.

Este procedimiento construirá un heptágono regular con la precisión de un lápiz típico. Si el radio del círculo es de 50 mm, la distancia AD será de 43,301 mm. Los lados de un heptágono regular deberían ser de 43,388 mm, una diferencia de menos de 0,1 mm. Muy pocos estudiantes, o aún dibujantes técnicos, tienen lápices o compases con puntas tan aguzadas como esa.